# Papirahu
Papirahu je pješčani otok u Estoniji. 
Rahu se nalazi u tjesnacu Väinameri, 2 kilometra južno od otoka Papilaida.